# Эльхёфт
Эльхёфт (нем. Ellhöft, дат. Ellehoved) — коммуна в Германии, в земле Шлезвиг-Гольштейн.
Расположен на границе с Данией. Входит в состав района Северная Фрисландия. Подчиняется управлению Зюдтондерн. Население составляет 109 человек (на 31 декабря 2010 года). Занимает площадь 7,82 км².
Официальным языком в населённом пункте, помимо немецкого, является севернофризский.